# چمبرات
چمبرات (به فرانسوی: Chambérat) یک کمون (فرانسه) در فرانسه است که در آلیه واقع شده‌است. چمبرات ۲۸٫۳۷ کیلومتر مربع مساحت دارد ۴۲۳ متر بالاتر از سطح دریا واقع شده‌است.